# Pleolophus sericans
Pleolophus sericans är en stekelart som först beskrevs av Johann Ludwig Christian Gravenhorst 1829.  Pleolophus sericans ingår i släktet Pleolophus och familjen brokparasitsteklar. Arten är reproducerande i Sverige. Inga underarter finns listade i Catalogue of Life.